# 2672 Písek
2672 Písek è un asteroide della fascia principale del diametro medio di circa 20,18 km. Scoperto nel 1979, presenta un'orbita caratterizzata da un semiasse maggiore pari a 2,6131833 UA e da un'eccentricità di 0,1494429, inclinata di 14,15451° rispetto all'eclittica.